# Macédoine aux Jeux olympiques d'hiver de 2002
La Macédoine participe aux Jeux olympiques d'hiver de 2002 à Salt Lake City.

## Délégation
La Macédoine est représenté par deux sportifs, un skieur alpin et un fondeur.